# オスカール・エーラー
オスカール・エーラー（独: Oskar Oehler, 1858年 - 1936年）は、ドイツのクラリネット奏者で楽器製作者。ザクセン王国（現ザクセン州）アンナベルク出身。
クラリネット奏者として活躍し、ベルリン・フィルハーモニー管弦楽団の創設メンバーの一人である。1900年代に、ミューラー式クラリネットを踏襲したエーラー式クラリネットを発明したことで知られる。